# Bruno Almeida
Bruno Filipe Pereira Soares Almeida (Porto, 9 settembre 1996) è un calciatore portoghese, ala o centrocampista del Farense in prestito dal Santa Clara.

## Carriera
Ha giocato nella prima divisione dei campionati portoghese ed armeno.

## Statistiche

### Presenze e reti nei club
Statistiche aggiornate al 7 novembre 2022.
| Stagione        | Squadra         | Campionato      | Campionato | Campionato | Coppe nazionali | Coppe nazionali | Coppe nazionali | Coppe continentali | Coppe continentali | Coppe continentali | Altre coppe | Altre coppe | Altre coppe | Totale | Totale |
| Stagione        | Squadra         | Comp            | Pres       | Reti       | Comp            | Pres            | Reti            | Comp               | Pres               | Reti               | Comp        | Pres        | Reti        | Pres   | Reti   |
| --------------- | --------------- | --------------- | ---------- | ---------- | --------------- | --------------- | --------------- | ------------------ | ------------------ | ------------------ | ----------- | ----------- | ----------- | ------ | ------ |
| 2015-gen. 2016  | Sanjoanense     | CP              | 13         | 1          | CP              | 2               | 2               | -                  | -                  | -                  | -           | -           | -           | 15     | 3      |
| gen.-giu. 2016  | Bustelo         | CP              | 13         | 3          | CP              | -               | -               | -                  | -                  | -                  | -           | -           | -           | 13     | 3      |
| 2016-2017       | Pedras Rubras   | CP              | 27         | 3          | CP              | 2               | 0               | -                  | -                  | -                  | -           | -           | -           | 29     | 3      |
| 2017-2018       | Anadia          | CP              | 24         | 2          | CP              | 3               | 1               | -                  | -                  | -                  | -           | -           | -           | 27     | 3      |
| gen.-giu. 2019  | Trofense        | CP              | 10         | 3          | CP              | -               | -               | -                  | -                  | -                  | -           | -           | -           | 10     | 3      |
| 2019-2020       | Trofense        | CP              | 19         | 2          | CP              | 1               | 1               | -                  | -                  | -                  | -           | -           | -           | 20     | 3      |
| 2020-2021       | Trofense        | CP              | 25         | 5          | CP              | 3               | 0               | -                  | -                  | -                  | -           | -           | -           | 28     | 5      |
| 2021-2022       | Trofense        | SL              | 31         | 10         | CP+CdL          | 1+1             | 0               | -                  | -                  | -                  | -           | -           | -           | 33     | 10     |
| ago. 2022       | Trofense        | SL              | 1          | 0          | CP+CdL          | 0               | 0               | -                  | -                  | -                  | -           | -           | -           | 1      | 0      |
| Totale Trofense | Totale Trofense | Totale Trofense | 86         | 22         |                 | 6               | 1               |                    | -                  | -                  |             | -           | -           | 92     | 23     |
| 2022-2023       | Santa Clara     | PL              | 6          | 1          | CP+CdL          | 1+0             | 0               | -                  | -                  | -                  | -           | -           | -           | 7      | 1      |
| Totale carriera | Totale carriera | Totale carriera | 169        | 32         |                 | 14              | 4               |                    | -                  | -                  |             | -           | -           | 183    | 36     |

## Palmarès

### Club

#### Competizioni nazionali
- Campeonato de Portugal: 1

Trofense: 2020-2021
- Liga Portugal 2: 1

Santa Clara: 2023-2024
- Coppa d'Armenia: 1

Noah: 2024-2025
- Campionato armeno: 1

Noah: 2024-2025